# Grenacheria montana
Grenacheria montana är en viveväxtart som beskrevs av Airy-shaw. Grenacheria montana ingår i släktet Grenacheria och familjen viveväxter. Inga underarter finns listade i Catalogue of Life.